# Дауншифтинг
Дауншифтинг (англ. downshifting — перемикання автомобіля на нижчу передачу, а також уповільнення або ослаблення будь-якого процесу) — соціальна поведінка або тренд, які стосуються людей, що живуть простим життям, щоб вийти з щурячих перегонів обсесивного матеріалізму і зменшити «стрес, понаднормові і психологічні витрати, які можуть супроводжувати його». Життєва філософія «життя заради себе», «відмови від чужих цілей».

## Зміст
Ідеологія дауншифтингу підкреслює необхідність пошуку оптимального балансу між дозвіллям і роботою і фокусування життєвих цілей на особистій самореалізації і розбудові відносин, а не на всепоглинальному прагненні до економічного успіху.
Дауншифтинг, як поняття, має багато спільних характеристик з концепцією простого життя, але відрізняється, як альтернативна форма, яка націлена на помірні зміни і концентрацію на індивідуальному рівні комфорту. У 1990-і роки ця нова форма простого життя почала з'являтися в засобах масової інформації і постійно ставала популярною серед населення, що живе в індустріальних суспільствах, особливо Сполучених Штатах, Великій Британії, Новій Зеландії та Австралії.
У класичному розумінні дауншифтинг — це завжди вибір між доходами і стресами з одного боку і душевним комфортом за меншу винагороду з іншого. Як правило, звільняючись з бізнесу чи з роботи, що викликає стрес, люди переслідують такі цілі, як отримання більшої кількості часу на власні захоплення або на сім'ю.

## Популярні місця
Найчастіше сучасні дауншифтери обирають для поселення такі країни:
- Індія, особливо штат Гоа
- Таїланд (Паттая, Пхукет) і взагалі Індокитай
- Єгипет (Дагаб, Шарм-еш-Шейх)
- Філіппіни
- о. Балі